# NGC 6217
NGC 6217 је спирална галаксија у сазвежђу Мали медвед која се налази на NGC листи објеката дубоког неба.
Деклинација објекта је + 78° 11' 57" а ректасцензија 16h 32m 38,7s. Привидна величина (магнитуда) објекта NGC 6217 износи 11,0 а фотографска магнитуда 11,8. Налази се на удаљености од 23,9000 милиона парсека од Сунца. NGC 6217 је још познат и под ознакама UGC 10470, MCG 13-12-8, CGCG 355-14, ARP 185, KAZ 73, IRAS 16350+7818, PGC 58477.